# Moneta anepigrafa
In numismatica una moneta/faccia anepigrafa è una moneta o una faccia in cui è rappresentato esclusivamente il tipo senza l'ulteriore aggiunta di testo. 
Monete completamente anepigrafe sono presenti nella monetazione greca arcaica, specialmente nelle primissime monete coniate con il sistema del quadrato incuso.
Più in generale l'indicazione della polis di provenienza era comunque esplicitata dal tipo parlante, cioè dalla rappresentazione di un oggetto, una divinità o altro che aveva lo stesso nome della città. Ad esempio il granchio di Akragas (Agrigento) oppure il Selinos, (sedano) dell'omonima città (Selinunte).
Più tardi seguono monete anepigrafe su un'unica faccia, mentre sull'altra era riportato l'etnico, il nome cioè della polis che coniava.
Anche le frazioni minori, proprio per l'esiguità dello spazio a disposizione risultano anepigrafi su uno o entrambe le facce.
Le monete dell'Egitto dei Tolomei si presentano spesso senza epigrafi nel dritto, probabilmente per dare più spazio al ritratto realistico del faraone.
Monete anepigrafe sono anche presenti in periodo medioevale, come ad esempio molti bratteati.

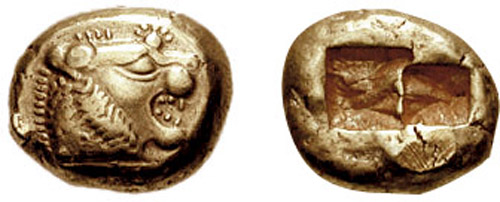
Lidia, (inizi VI secolo a.C.)
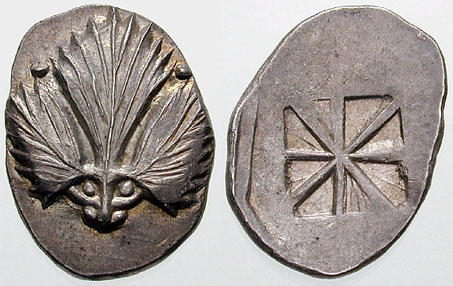
Selinos. Circa 540/530-510 a.C.
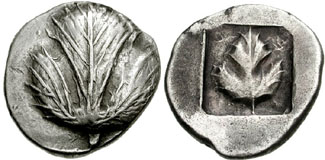
Selinos. Circa 515-470 a.C.
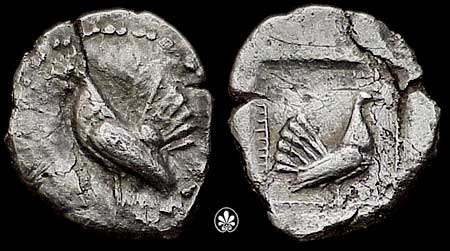
Sicilia, Himera. (ca. VI secolo a.C.)
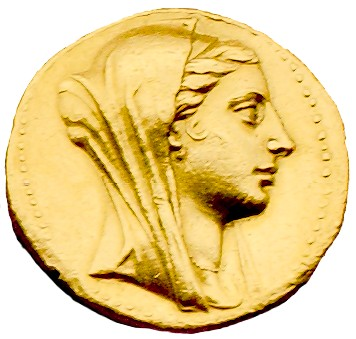
Arsinoe III d'Egitto
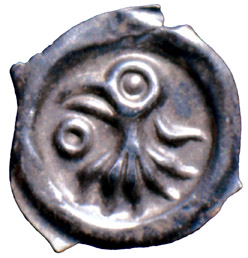
Pfennig bratteato (ca. 1290)